# Lempenmühle
Lempenmühle ist ein Gemeindeteil des Marktes Mühlhausen im Landkreis Erlangen-Höchstadt (Mittelfranken, Bayern). Lempenmühle liegt in der Gemarkung Schirnsdorf.

## Geografie
Die Einöde liegt an der Reichen Ebrach und ist von Acker- und Grünland umgeben. Im Norden wird die Flur Brühlwiese genannt, im Süden Sandknock. Ein Anliegerweg führt zur Staatsstraße 2763 bei Schirnsdorf (0,8 km südlich).

## Geschichte
Der Ort wurde 1378 erstmals urkundlich erwähnt. Aus der Urkunde geht hervor, dass 11⁄2 Tagewerk Wiese für die Frühmesse zu Höchstadt gestiftet wurden; des Weiteren, dass Hans von Egloffstein Wiesen in der Mühlenflur besaß.
Gegen Ende des 18. Jahrhunderts bestand Lempenmühle aus einem Anwesen. Das Hochgericht übte das bambergische Centamt Höchstadt aus. Die Mühle war freieigen, unterstand also keinem Grundherrn.
Im Rahmen des Gemeindeedikts wurde Lempenmühle dem 1808 gebildeten Steuerdistrikt Schirnsdorf zugewiesen. Im selben Jahr wurde die Ruralgemeinde Schirnsdorf gebildet, zu der der Ort gehörte.
Am 1. Juli 1974 wurde Lempenmühle im Zuge der Gebietsreform in den Markt Mühlhausen eingegliedert.

### Baudenkmal
- Haus Nr. 1: Mühle

### Einwohnerentwicklung
| Jahr      | 001819 | 001861 | 001871 | 001885 | 001900 | 001925 | 001950 | 001961 | 001970 | 001987 | 002019 |
| Einwohner | *      | 8      | 11     | 8      | 7      | 5      | 14     | 4      | 3      | 6      | 2      |
| Häuser    |        |        |        | 1      | 1      | 1      | 1      | 1      |        | 2      |        |
| Quelle    | [ 9 ]  | [ 10 ] | [ 11 ] | [ 12 ] | [ 13 ] | [ 14 ] | [ 15 ] | [ 16 ] | [ 17 ] | [ 18 ] | [ 1 ]  |

## Religion
Der Ort ist römisch-katholisch geprägt und war ursprünglich nach St. Georg (Höchstadt an der Aisch) gepfarrt, im 19. Jahrhundert nach St. Gertrud (Wachenroth), seit Anfang des 20. Jahrhunderts wieder nach Höchstadt. Die Einwohner evangelisch-lutherischer Konfession sind nach St. Maria und Kilian (Mühlhausen) gepfarrt.